# Chemistry (Film)
Chemistry ist der Titel eines Pornofilms der Regisseurin Tristan Taormino, erschienen bei Vivid Entertainment Group im Jahr 2006.

## Handlung
Drei Männer und vier Frauen aus der Pornobranche werden nach dem Big Brother-Konzept 36 Stunden in eine Villa eingeschlossen und mit der Kamera gefilmt. Es gibt kein Script oder Regieanweisungen. Dieses Konzept gilt als Neuheit in der Branche. Der Film hat eine Laufzeit von 165 Minuten.

## Teilnehmer/Darsteller
Dana DeArmond, Jack Lawrence, Kurt Lockwood, Marie Luv, Mika Tan, Mr. Marcus, Taryn Thomas.

## Wissenswertes
- Der Film enthält Musik der Indie-Rock-Bands Goodfinger und Boxelder.

## Fortsetzungen
- Das Konzept wurde ein zweites Mal, ähnlich wie Big Brother, aufgelegt, nur mit anderen Darstellern. Dieser Film trägt den Titel Chemistry 2. Darsteller des zweiten Teils sind: Kaiya Lynn, Kimberly Kane, Katja Kassin, Lexi Bardot, Luscious Lopez, Christian, Mark Wood, Nat Turnherr.
- Im August 2007 wurde Chemistry Volume 3 veröffentlicht. Darsteller sind: Hillary Scott, Jada Fire, Roxy Deville, Steven St. Croix, Christian und Derrick Pierce.
- 2008 erschien Chemistry Volume 4 - The Orgy Edition. Darsteller sind: Penny Flame, Adrianna Nicole, Sinnamon Love, Evan Stone, Johnny Sins.

## Auszeichnungen
- 2007: AVN Award: Best Gonzo Release
- 2007: Adam Film World Guide Award: Best Couples Movie
- 2007: Feminist Porn Award: Hottest Gonzo Sex Scene
- 2007: Feminist Porn Award: Hottest Diverse Cast